# Ringwall Hainsburg
Der Ringwall Hainsburg ist eine abgegangene Ringwallanlage (Wallburg) bei 535,5 m ü. NHN auf dem Hainsberg 1575 Meter südöstlich der Ortsmitte von Illschwang im Landkreis Amberg-Sulzbach in Bayern. Die Anlage wird als Bodendenkmal unter der Aktennummer D-3-6536-0041 im Bayernatlas als „Höhensiedlung mit Abschnittsbefestigung vor- und frühgeschichtlicher Zeitstellung“ geführt. 

## Beschreibung
Von der ehemaligen vor- und frühgeschichtlichen Wallanlage sind nur noch zwei kurze Wälle und Grabenreste erhalten.
Auf der stark gegliederten Hochfläche des Fränkischen Alb läuft das Höhenmassiv der Hainsburg nach Osten in eine lange Nase aus, die in einem zackigen Felsgrat endet. Die Steilhänge auf der Nord- und Südseite gehen vor dem Grat in senkrechte Felswände über. Am Beginn dieser Abstürze verriegelt 100 m vor dem Grat ein nur schwach sichtbarer Abschnittswall die von großen Felsen durchsetzte Innenfläche. 40 m vor ihm verläuft ein 23 m langer Steinwall mit vorgelegtem Graben. Auf der Südseite ist er von einem Weg beseitigt, auf der Nordseite lässt er für das ursprüngliche Tor bis zum Steilabfall ein Lücke von 1,5 m frei. Der Wall ist 7 m breit und innen 1 m hoch. Die Höhe von der Grabensohle zum Wallkamm beträgt 1,8 m.